# Герб Лубенського району

Герб Лубенського району — офіційний символ Лубенського району, затверджений 23 січня 2003 р. рішенням сесії районної ради.

## Опис
Щит поділений двома золотими списами в косій хрест. На синьому щитку герб Лубен. На верхньому синьому полі Мгарський Спасо-Преображенський монастир; на другому зеленому золотій дідух; на лівому зеленому ромашка; на нижньому пурпуровому золотий лапчастий хрест. Щит увінчано стилізованою короною з п'ятьма зубцями та написом на зеленому тлі "Лубенщина" й обрамлено колосками, обвитими синьо-жовтою стрічкою.